# Roger Guillemin

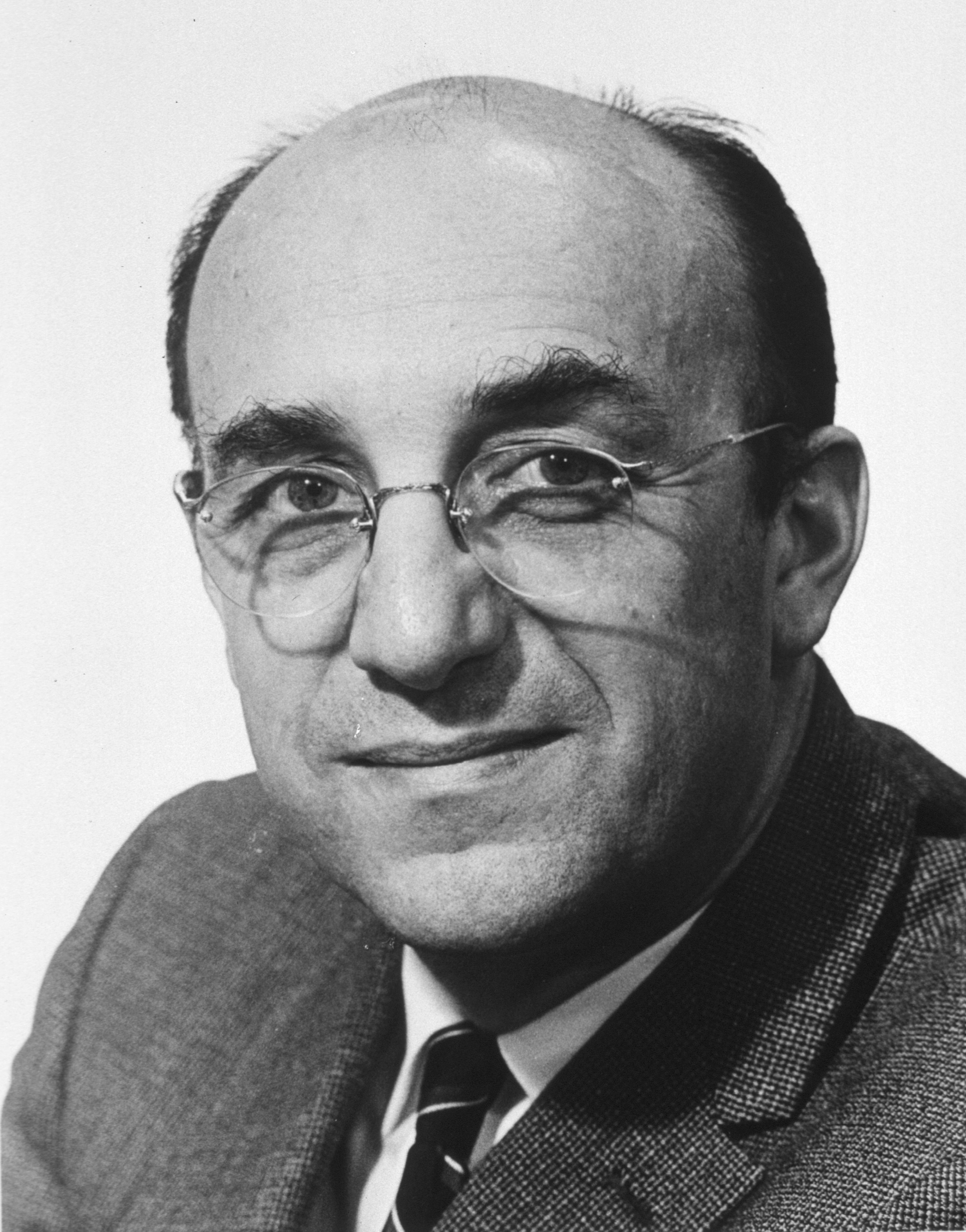
Roger Guillemin, um 1975

Roger Charles Louis Guillemin (* 11. Januar 1924 in Dijon; † 21. Februar 2024 in San Diego, Kalifornien) war ein französisch-US-amerikanischer Biochemiker und Nobelpreisträger. Er leistete wesentliche Arbeiten über den Hypothalamus und über Thyreoliberin.

## Leben
Roger Guillemin begann sein Medizinstudium 1943 an der Universität Dijon und schloss es 1949 ab. Er ging danach an die Universität Montreal mit einem kleinen Stipendium von Hans Selye, den er bei einer Vorlesung über hormonelle Regulation im Organismus in Paris kennengelernt hatte. Mit seinen wissenschaftlichen endokrinologischen Arbeiten dort erhielt er 1953 den Ph. D. in Physiologie. Anschließend ging er als Assistenz-Professor an das Baylor College of Medicine in Houston. Zusammen mit Andrew Victor Schally entdeckte er die Bildung von Peptidhormonen im Gehirn und versuchte, die chemische Struktur von CR-Hormonen zu entschlüsseln, was jedoch misslang (die Struktur wurde erst 1981 entschlüsselt). Sie konzentrierten sich danach auf andere Hormone des Hypothalamus. Später wurden sie jahrelange Rivalen in der Forschung und im Ringen um den Nobelpreis, was Nicholas Wade 1981 zu seinem Buch The Nobel Duel verarbeitete. Am Baylor College of Medicine unterrichtete er zudem bis 1970 Physiologie.
1970 war er am Aufbau des Endokrinologischen Labors am Salk Institute for Biological Studies in La Jolla beteiligt, wo er bis zu seinem Ruhestand 1989 arbeitete und forschte. Er und sein Team entdeckten und isolierten dort im Jahr 1972 aus dem Hypothalamus von etwa 490.000 Schafen Somatostatin, den Antagonisten des Releasingfactors für das Wachstumshormon. Er entdeckte – wie etwa zeitgleich Andrew Victor Schally 1969  in einer anderen wissenschaftlichen Einrichtung – die Strukturen von Thyreoliberin (TRH) und  GnRH. 1977 erhielten sie dafür gemeinsam den Nobelpreis für Physiologie oder Medizin.
Guillemins Arbeit am Salk-Institut war die Grundlage für eine bekannte, 1979 veröffentlichte Fallstudie zur sozialwissenschaftlichen Wissenschaftsforschung: Laboratory Life: The Construction of Scientific Facts von Bruno Latour und Steve Woolgar.
Guillemin war verheiratet und hinterließ sechs Kinder.

## Auszeichnungen und Ehrungen (Auswahl)
- 1974: Aufnahme in die National Academy of Sciences
- 1974: Gairdner Foundation International Award
- 1975: Albert Lasker Award for Basic Medical Research
- 1976: Passano Award in Medical Sciences
- 1976: National Medal of Science für Biologie
- 1977: Nobelpreis für Medizin „für ihre Entdeckungen über die Produktion von Peptidhormonen im Gehirn“, zusammen mit Andrew Victor Schally
- 1977: Aufnahme in die American Academy of Arts and Sciences
- 1977: Dickson Prize in Medicine
- 1984: Aufnahme in die Ehrenlegion (seit 2015 Commandeur)

## Veröffentlichungen (Auswahl)
- Roger Guillemin, B. Rosenberg: Humoral Hypothalamic Control of Anterior Pituitary: A Study With Combined Tissue Cultures. In: Endocrinology. Band 57, Nr. 5, 1955, S. 599–607, doi:10.1210/endo-57-5-599, PMID 13270723.
- Roger Burgus, Thomas F. Dunn, Dominic M. Desiderio, Darrell N. Ward, Wylie Vale, Roger Guillemin: Characterization of Ovine Hypothalamic Hypophysiotropic TSH-releasing Factor. In: Nature. Band 226, Nr. 5243, 1970, S. 321–325, doi:10.1038/226321a0, PMID 4985794.
- Paul Brazeau, Wylie Vale, Roger Burgus, Nicholas Ling, Madalyn Butcher, Jean Rivier, Roger Guillemin: Hypothalamic Polypeptide That Inhibits the Secretion of Immunoreactive Pituitary Growth Hormone. In: Science. Band 179, Nr. 4068, 1973, S. 77–79, doi:10.1126/science.179.4068.77, PMID 4682131.
- Roger Guillemin, Therese Vargo, Jean Rossier, Scott Minick, Nicholas Ling, Catherine Rivier, Wylie Vale, Floyd Bloom: β-Endorphin and Adrenocorticotropin Are Selected Concomitantly by the Pituitary Gland. In: Science. Band 197, Nr. 4311, 1977, S. 1367–1369, doi:10.1126/science.197601, PMID 197601.
- Roger Guillemin, Paul Brazeau, Peter Bohlen, Frederick Esch, Nicholas Ling, William B. Wehrenberg: Growth Hormone-Releasing Factor from a Human Pancreatic Tumor That Caused Acromegaly. In: Science. Band 218, Nr. 4572, 1982, S. 585–587, doi:10.1126/science.6812220, PMID 6812220.
- Roger Guillemin: Neuroendocrinology: a short historical review. In: Annals of the New York Academy of Sciences. Band 1220, Nr. 1, 2011, S. 1–5, doi:10.1111/j.1749-6632.2010.05936.x, PMID 21388398.